# カントゥ市国際ピアノ協奏曲コンクール
カントゥ市国際ピアノ協奏曲コンクール (Concorso Internazionale per pianoforte ed orchestra ”Città di Cantù” )は、イタリアのカントゥ市で行われている国際ピアノコンクール。

## 概要
通常のピアノコンクールは予選があって本選に協奏曲を行うのが慣例であるが、このコンクールは40を優に超えるピアノ協奏曲の中から第1楽章をビデオ予選としておこない、古典派協奏曲部門とロマン派協奏曲部門にそれぞれ12人ずつの全楽章による準本選が行われる。本選も全楽章を演奏する仕様である。
第3回から古典派協奏曲部門とロマン派協奏曲部門の二種で争われるようになった。どちらか片方の部門あるいは両方の部門に出場できる。かつては21世紀協奏曲部門なるものも存在したが、すぐに廃止された。近年は古典とそれ以外という意味を込めてA部門, B部門, ヤングタレント部門制度が導入されている。
2007年以降AAFに参入したことで知名度が上がり、一時期は古典協奏曲部門に69人の応募を集めた時期もあったものの、現在はその半分以下である。
課題曲はたったの協奏曲一曲なので、大勢の日本人の挑戦者を集めた。日本人の第一位には田中正也、反田恭平などがいる。
現在はAAFにもWFIMCにも参加していないローカルコンクールであるものの、次世代のスターを入賞にする方針は変わっていない。入賞者の中には、WFIMC参入コンクール優勝を奪取している人物が目立つ。
かつてピアノ協奏曲だけで雌雄を決するコンクールとしては、閉会したマリア・カラス・グランプリピアノ部門が挙げられる。

## 過去の第一位
- 1991年Gloria D'Atri
- 1992年Josè Luis Gallardo
- 1993年古典派協奏曲部門 Elisaveta Blumina ロマン派協奏曲部門 Victor Chestopal
- 1994年古典派協奏曲部門 1° ex aequo Ingrid Fliter, Lory Kaufman ロマン派協奏曲部門 Ingrid Fliter
- 1995年ロマン派協奏曲部門 1° ex aequo Tamara Sanikidze, 江澤聖子
- 1996年古典派協奏曲部門 Olivier Cazal
- 1997年古典派協奏曲部門 干野宜大 ロマン派協奏曲部門 1° ex aequo Jenni Lin Ferrati, Francesco Grillo
- 1998年古典派協奏曲部門 1° ex aequo Maria Clementi, Mikail Yanovitsky
- 1999年古典派協奏曲及びロマン派協奏曲部門 スタニスラフ・イオウデニチ
- 2000年古典派協奏曲部門 Vera Kameneva ロマン派協奏曲部門 Olga Kern
- 2001年古典派協奏曲部門 Alexander Romanovsky ロマン派協奏曲部門 Hubert Salwarowsky
- 2002年古典派協奏曲部門 Plamena Mangova ロマン派協奏曲部門 碓井俊樹, Roberto Corlianò
- 2003年ロマン派協奏曲部門 Oleg Poliansky
- 2004年古典派協奏曲及びロマン派協奏曲部門 Michael Namirovsky
- 2005年ロマン派協奏曲部門 森田義史
- 2006年古典派協奏曲部門 Pietro Gatto
- 2007年古典派協奏曲部門 Mariya Kim ロマン派協奏曲部門 アレクサンドル・ヤコブレフ, Russia
- 2008年古典派協奏曲部門 Federico Colli ロマン派協奏曲部門 1° ex aequo Federico Colli, Irina Dubovik
- 2009年古典派協奏曲部門 Qing Zhi Chen, ロマン派協奏曲部門 Andrey Gugnin
- 2010年ロマン派協奏曲部門 Guang Chen
- 2011年古典派協奏曲部門 佐藤卓史 ロマン派協奏曲部門 1° ex aequo 田中正也, Galina Chistiakova
- 2012年ロマン派協奏曲部門1° ex aequo Alexey Chernov, Christopher Falzone
- 2013年古典派協奏曲部門 Zoltan Fejervari ロマン派協奏曲部門 1° ex aequoEmanuel Rimoldi, Yumin Wu
- 2014年ロマン派協奏曲部門 Christian De Luca
- 2015年古典派協奏曲部門 Bolai Cao, 反田恭平 ロマン派協奏曲部門 1° ex aequo Bolai Cao, Alexei Melnikov
- 2016年ロマン派協奏曲部門1° ex aequo Pavel Kachnov, アンドレイ・シチコ[1][2]
- 2017年古典派協奏曲部門 Xing Chang ロマン派協奏曲部門 1° ex aequo Xingyu Lu, Anna Dmytrenko
- 2018年A部門 1° premio 八木大輔, B部門 1° premio ex aequo Evgeny Konnov, Denis Linnik 21世紀部門Matias Nestor Cuevas
- 2019年A部門 1° premio Liu Ziyu B部門 1° premio ex aequo Maxim Kinasov, Koutnetsov Yolande 21世紀部門 1° premio ex aequo Cristiani Vincenzo, Ritivoiu Mihai Gheorghiu
- 2022年古典派協奏曲部門 1° premio Paul Mnatsakanov,ロマン派協奏曲部門 1° premio Roman Kamisarau
- 2023年古典派協奏曲部門 1° premio Jacky Zhang, ロマン派協奏曲部門 1° premio Jacky Zhang ヤングタレント部門 1° premio Massimo Urban[3]
- 2024年A部門 1° premio Davit Khrikuli B部門 1° premio Davit Khrikuli ヤングタレント部門 1° premio Mattias Antonio Glavinic, Jovanny Pandolfo